# Iron Fist (canción)
«Iron Fist» es un sencillo del grupo de Rock Motörhead que fue sacado en vinilo de 7 pulgadas en color rojo, azul, transparente y negro. También salió en su álbum de 1982 Iron Fist.
Este es el último sencillo de la formación clásica de Motörhead (Lemmy, Phil "Philthy Animal" Taylor y "Fast" Eddie Clarke).
Los Grupos Therion y Sodom han Versionado la canción. La canción es descargable en el juego Guitar Hero World Tour junto con "Love me Like a Reptile" y "Jailbait" (las tres canciones remasterealizadas).

## Apariciones
- Esta canción aparte de la banda sonora del videojuego de Guitar Hero: World Tour como canción descargable.
- Esta canción forma parte de la banda sonora del videojuego de WWE 2K22.

## Lista de canciones
1. «Iron Fist» (Eddie Clarke, Lemmy, Phil Taylor) - 2:50
2. «Remember Me, I'm Gone» (Lemmy, Clarke, Taylor) - 2:26

## Créditos
- Lemmy Kilmister - Bajo y voz
- Eddie Clarke - Guitarra
- Phil "Philthy Animal" Taylor - Batería

- Datos: Q1091225